# オハナ (映画)
『オハナ』（原題：Finding 'Ohana）は、2021年に配信されたアメリカ合衆国の冒険映画である。監督はジュード・ウェン、主演はケア・ペアフーが務めた。なお、本作はウェンの長編映画監督デビュー作でもある。

## 概略
祖父（キモ）が心臓発作を起こしたとの知らせを受け、ピリとイオアネは母親（レリアニ）に連れられてハワイのオアフ島へと向かった。ブルックリンで育った2人にとって、ネット環境すらない島での暮らしは退屈この上ないものに見えたが、ピリの方はさっさと別の楽しみを見つけていた。ピリは財宝のありかの手がかりを記した日記帳を見つけたのである。ジオキャッシングの愛好家でもあるピリは、日記帳の解読に没頭するようになった。一方のイオアネは現地の女性（ハナ）に一目惚れしたものの、早く帰りたいという気持ちが強かった。
その頃、キモが長らく税金を滞納していることを知ったレリアニは、彼にブルックリンで自分たちと同居することを勧めた。しかし、キモは先祖伝来の土地を守ることに固執し、首を縦に振ろうとはしなかった。そうなると、問題解決のための選択肢はレリアニたちがオアフ島に移住することだけだったが、生粋の都会っ子であるイオアネは強硬に反対した。そんな状況を目の当たりにしたピリは新しい友人、キャスパーを連れて財宝を探す冒険へと繰り出した。ほどなくして、イオアネはピリがいなくなったことに気がつき、ハナの協力を得て後を追いかけるのだった。

## キャスト
※括弧内は日本語吹替
- ピリ：ケア・ペアフー（佐野仁香）
- イオアネ：アレックス・アイオノ（米内佑希）
- ハナ：リンジー・ワトソン（ブリドカットセーラ恵美）
- キャスパー：オーウェン・ヴァカーロ（櫻井優輝）
- レイラニ：ケリー・フー（木下紗華）
- キモ：ブランスコム・リッチモンド（石住昭彦）
- ジョージ・ファン：キー・ホイ・クァン
- クア・カウェナ：ブラッド・カリリモク（丸中康司）
- ブラウン：クリス・パーネル
- ロビンソン：マーク・エヴァン・ジャクソン
- モンクス：リッキー・ガルシア
- ライアン：ライアン・ヒガ
- ティナ：マプアナ・マキア
- メロディ：Xマヨ
- ヨリ・グリーンバーグ：キンドラ・サンチェス

## 日本語版制作スタッフ
- スタジオ：ブロードメディア
- 演出：横田知加子
- 翻訳：千葉真美
- 調整：吉田佳代子

## 製作・マーケティング
2019年9月30日、本作の主要キャストが発表された。2020年12月16日、本作の劇中写真が初めて公開された。31日、ジョセフ・トラパニーズが本作で使用される楽曲を手がけるとの報道があった。2021年1月8日、本作のオフィシャル・トレイラーが公開された。29日、本作のサウンドトラックが発売された。

## 評価
本作は批評家から好意的に評価されている。映画批評集積サイトのRotten Tomatoesには18件のレビューがあり、批評家支持率は83%、平均点は10点満点で7.3点となっている。また、Metacriticには7件のレビューがあり、加重平均値は69/100となっている。